# Muhammadiyah
Muhammadiyah – organizacja muzułmańska działająca w Indonezji, założona w 1912 roku w Yogyakarcie.
Inspiracją dla organizacji stał się przede wszystkim egipski ruch reformatorski, na czele którego stał Muhammad Abduh, próbując zsyntetyzować wiarę muzułmańską z nowoczesną myślą racjonalną. Organizacja opowiedziała się za porzuceniem dawnych zwyczajów (m.in. reliktów z czasów przedislamskich) oraz odejściem od sztywnych tradycyjnych więzi w życiu kulturalnym. Organizacja powołała nowoczesne szkoły, które prowadziły kształcenie oparte na modelu zachodnim, oferując edukację z przedmiotów takich jak język holenderski i religia. Wzorując się na metodach chrześcijańskich misjonarzy, organizacja otworzyła również domy dziecka, szpitale i inne instytucje użyteczności publicznej. W 2005 r. pod auspicjami Muhammadiyah funkcjonowało ponad 160 szkół wyższych w różnych zakątkach Indonezji oraz szereg innych instytucji edukacyjnych.